# 红星乡 (宁南县)
红星乡，是中华人民共和国四川省凉山彝族自治州宁南县曾经下辖的一个乡。2019年12月，撤销红星乡，将其所属行政区域划归西瑶镇管辖。

## 行政区划
红星乡撤销前下辖以下地区：
高峰村、前卫村、双合村和小河村。